# William Bay Nemzeti Park
A William Bay Nemzeti Park Nyugat-Ausztráliában található, Perth városától 369 kilométernyire délkeletre és Denmarktól 15 kilométernyire nyugatra helyezkedik el. A nemzeti park 1734 hektáros területén található a Greens Pool és az Elephant Rocks. A gránitsziklák természetes zátonyt alkotnak, melyek megvédik a Greens Pool-t a Déli-óceán erősebb hullámverésétől, és ezáltal kiváló fürdőzési lehetőséget adódik a kisgyerekes családok számára. A nemzeti park a Great Southern régióban fekszik a Rainbow coast mentén.
A parkot Sir William Edward Parryről nevezték el, aki híres brit sarkkutató, ugyanakkor szintén róla nevezték el a közeli Parry-öblöt és az Edward Pointot is.
Az Archaeidae nemzetségbe tartozó orgyilkos pók egyedeire sikerült rábukkanniuk a kutatóknak 2008-ban.

## Fordítás
Ez a szócikk részben vagy egészben  a   William Bay National Park című angol Wikipédia-szócikk ezen változatának fordításán alapul.  Az eredeti cikk szerkesztőit annak laptörténete sorolja fel. Ez a jelzés csupán a megfogalmazás eredetét és a szerzői jogokat jelzi, nem szolgál a cikkben szereplő információk forrásmegjelöléseként.